# Bis(2-ethylhexyl)tetrabromphthalat
Bis(2-ethylhexyl)tetrabromphthalat (BEH-TEBP oder TBPH) ist ein Gemisch von drei isomeren organisch-chemischen Verbindungen mit der Summenformel  C24H34Br4O4, welches als Flammschutzmittel Verwendung findet. Es ist der Diester aus Tetrabromphthalsäure und (racemischem) 2-Ethylhexanol.

## Eigenschaften

Strukturformeln der beiden Enantiomere sowie der meso-Form

Die bromfreie Variante von BEH-TEBP ist als Bis(2-ethylhexyl)phthalat bzw. Diethylhexylphthalat (DEHP) bekannt. Genauso wie dieses weist auch BEH-TEBP zwei Stereozentren auf.

## Verwendung
BEH-TEBP und 2-Ethylhexyl-2,3,4,5-tetrabrombenzoat (EH-TBB) sind die beiden bromierten Komponenten des kommerziellen Flammschutzmittelgemischs Firemaster 550, die zusammen rund 50 Massenprozent ausmachen, wobei ihr Massenverhältnis 1:4 beträgt. Die restlichen 50 Massenprozent bestehen aus einem isopropylierten Triarylphosphat und einem Triphenylphosphat. Firemaster 550 wird als Flammschutzmittel bei Kunststoffen wie Polyurethan eingesetzt. Im Elektroschrott wurde in einer 2011 durchgeführten Studie eine durchschnittliche Konzentrationen von 4 ppm gefunden, was das Vorkommen von EH-TBB in elektronischen Geräten bestätigte.

## Nachweis
Die EU empfiehlt ihren Mitgliedstaaten die Überwachung von Lebensmitteln auf Spuren von BEH-TEBP und anderer bromierter Flammschutzmittel.

## Sicherheitshinweise
Bis(2-ethylhexyl)tetrabromphthalat wurde 2015 von der EU gemäß der Verordnung (EG) Nr. 1907/2006 (REACH) im Rahmen der Stoffbewertung in den fortlaufenden Aktionsplan der Gemeinschaft (CoRAP) aufgenommen. Hierbei werden die Auswirkungen des Stoffs auf die menschliche Gesundheit bzw. die Umwelt neu bewertet und ggf. Folgemaßnahmen eingeleitet. Ursächlich für die Aufnahme von Bis(2-ethylhexyl)tetrabromphthalat waren die Besorgnisse bezüglich Umweltexposition, anderer gefahrenbezogener Bedenken und weit verbreiteter Verwendung sowie der Gefahren ausgehend von einer möglichen Zuordnung zur Gruppe der PBT/vPvB-Stoffe und als potentieller endokriner Disruptor. Die Neubewertung fand ab 2019 statt und wurde von Schweden durchgeführt. Anschließend wurde ein Abschlussbericht veröffentlicht.